# Maziarnia (powiat stalowowolski)
Maziarnia (dawniej Słup Maziarnia) – wieś w Polsce położona w województwie podkarpackim, w powiecie stalowowolskim, w gminie Bojanów. Miejscowość położona jest w sercu Puszczy Sandomierskiej, wzdłuż drogi powiatowej 1031R, nieopodal Linii Hutniczej Szerokotorowej.

## Części wsi
| SIMC    | Nazwa       | Rodzaj    |
| ------- | ----------- | --------- |
| 0788927 | Krzywa Wieś | część wsi |
| 0788933 | Stara Wieś  | część wsi |

## Historia

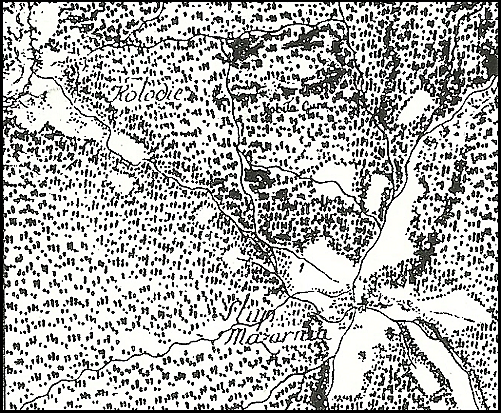
Mapa Maziarni z XVII wieku

Wieś założona w I połowie XVII wieku jej początki dał niejaki maziarz zwany Słupem, lub Słupkiem pochodzący z Mazur. Zbudował on chatę na wykarczowanym skrawku lasu. Miał jakoby spłodzić 14 synów i 7 córek. Synowie zbudowali własne domy i w ten sposób wieś została zasiedlona przez jedną rodzinę, zajmującą się głównie produkcją mazi i dziegciu, ale także uprawą roli. Maź używano do smarowania drewnianych osi wozów, stosowano ją także w celach leczniczych. Sprzedawana była nie tylko na lokalnym rynku, trafiała w odległe części kraju, a nawet na Węgry. Wieś rozłożyła się po prawej stronie Łęgu, gdzie wcześniej wyrąbano spory obszar puszczy, a gdzie z czasem osiedlili się osadnicy maziarscy. W ciągu dwóch    stuleci wyrosła na dużą osadę leśno-rolniczą. „Słownik” pisze o niej:
„Maziarnia. Słup, także Słup maziarzy, wieś pow. niski, leży na prawym brzegu Łęgu, który płynie wśród olbrzymich sosnowych borów, tworzących południową część puszczy sandomierskiej. Nad tą rzeka wyrąbano już w bardzo dawnych czasach większe obszary, które zaludnili osadnicy mazurscy. Znaczniejszy obszar, nie pokryty lasem obsiadły tutaj gminy: na południu Bojanów, Korabina i Laski, w środku Stany i Maziarnia, a na północy Przyszów szlachecki i kameralny. Wieś jest 12 km odległa od Niska i liczy 688 mieszkańców. Posesja większa hr. Eugeniusza Kińskiego ma obszar 53 mórg roli, 37 mórg łąk, 57 mórg pastwisk i 6290 mórg lasu (...) gleba jest piaszczysta, miejscami nieprzepuszczalna tworząca moczary”.

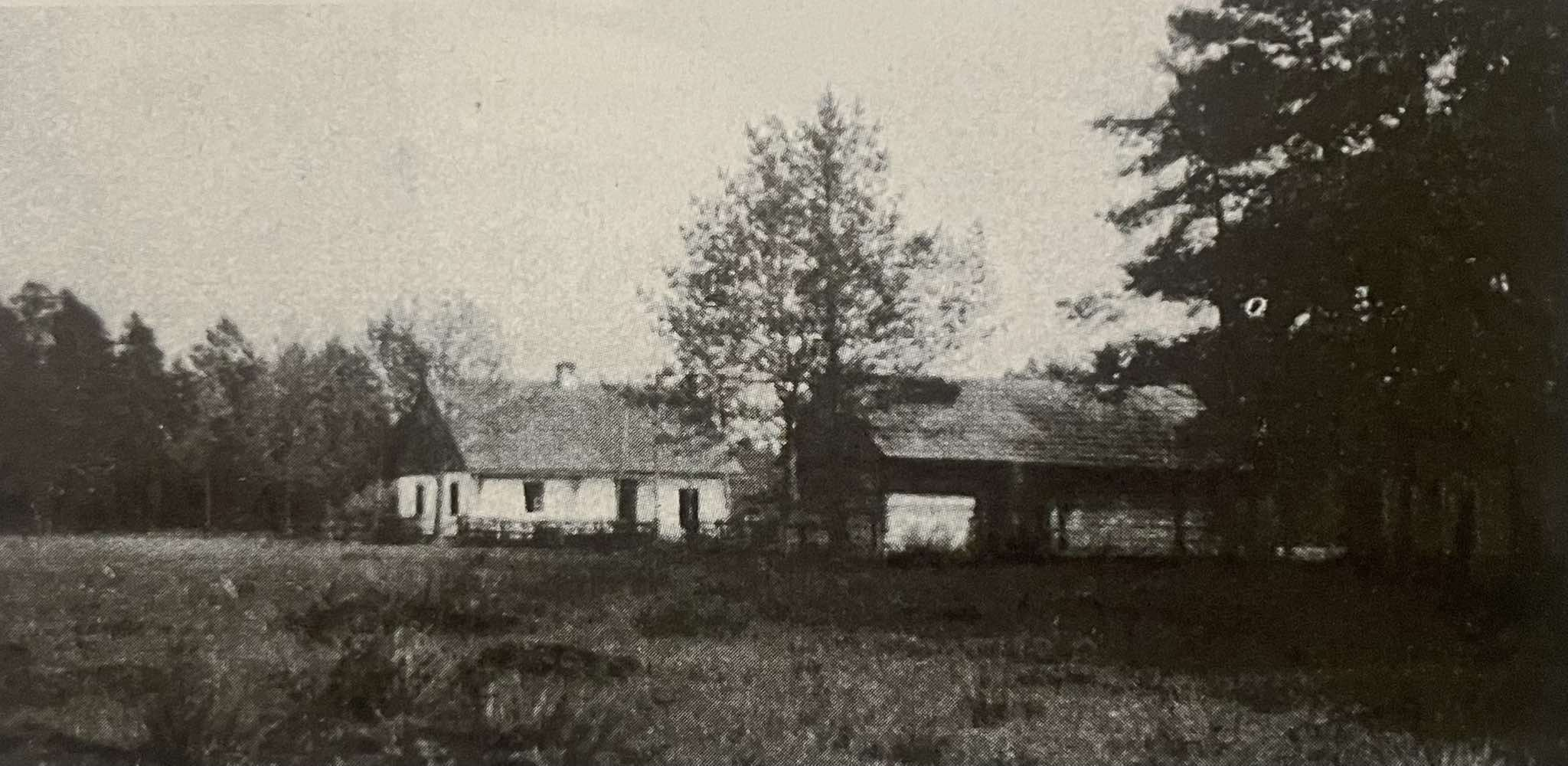
Zabudowania w Maziarni (1916)

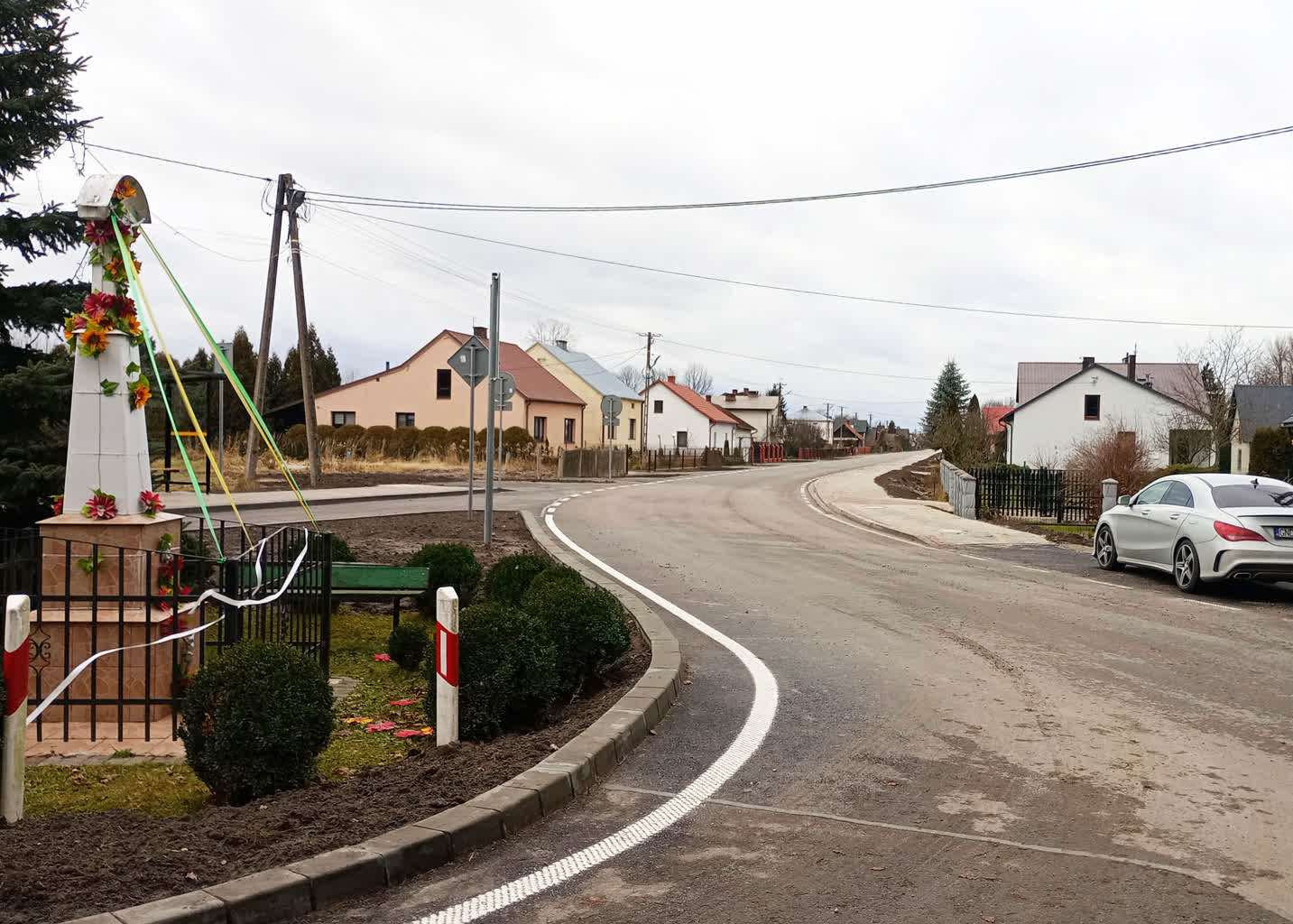
Kapliczka i główna droga w Maziarni

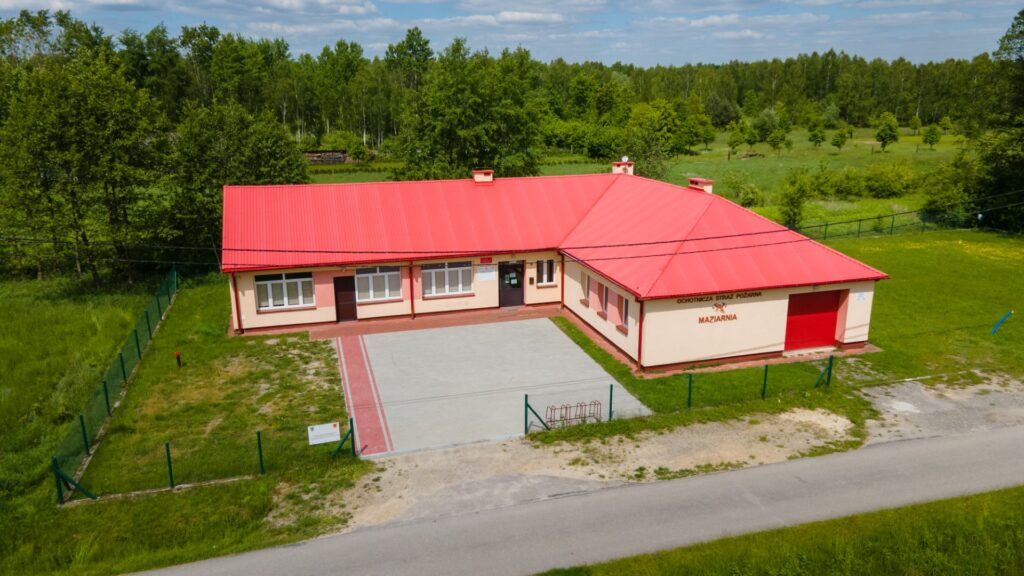
Dom kultury i remiza strażacka w Maziarni

U schyłku XIX wieku lasy zajmowały ponad 80% powierzchni gruntów Maziarni. Las pozostawał najważniejszą sferą gospodarki, a małe enklawy gruntów rolnych, kiepskiej jakości, dostarczały jedynie podstawowej żywności. Mieszkańcy Maziarni znani byli w okolicy jako sprawni cieśle – produkowali gonty, beczki, łuby do sań, trudnili się też bartnictwem i nadal wytwarzali maź, smołę i potaż. Niektórzy znaleźli zatrudnienie przy produkcji szkła w Hucie Komorowskiej i Bojanowie. Tradycyjne zajęcia przetrwały do początków XX wieku, kiedy zaczęło je wypierać rolnictwo i hodowla.
W czasie II wojny światowej w 1939 roku wieś została wysiedlona i do połowy doszczętnie zniszczona przez wojska niemieckie. Tereny Maziarni przekształcono w poligon wojskowy gdzie testowano rakiety V-1 i V-2. Po wojnie mieszkańcy którzy wrócili zastali puste pola i ruiny. Musieli zacząć wszystko od nowa i pogodzić się ze stratą bliskich podczas działań wojennych.
W latach 1975–1998 miejscowość należała administracyjnie do województwa tarnobrzeskiego.

## Wieś obecnie
Obecnie w Maziarni znajduje się: dom kultury, jednostka OSP, biblioteka, boisko sportowe wielofunkcyjne wraz z placem zabaw, sklep spożywczo- przemysłowy, Leśnictwo oraz Dom Opieki Dziennej wraz z gabinetem fizjoterapii. W 2010 odbudowano i przekazano do próbnej eksploatacji mijankę kolejową Puszcza LHS na Linii Hutniczej Szerokotorowej.